# Bulbophyllum albidostylidium
Bulbophyllum albidostylidium là một loài phong lan thuộc chi Bulbophyllum.